# Cristiani di Allah
Cristiani di Allah è un romanzo storico di Massimo Carlotto, pubblicato nel 2008. L'opera narra le avventure degli europei che, per svariati motivi, finivano con il fuggire, nel Cinquecento, nei paesi del Maghreb, abbracciando la religione islamica e divenendo così dei rinnegati, per lo più dediti alla pirateria.

## Storia editoriale
Oltre che in Italia, il libro è stato pubblicato nei paesi anglosassoni, in Grecia e in Romania.

## Opere derivate
Il libro dà anche il titolo all'opera di teatro musicale ispirata al romanzo, pubblicata e distribuita su CD nel 2008.
Il cast dello spettacolo teatrale è il seguente:
- Massimo Carlotto: voce recitante
- Patrizia Laquidara: canto
- Rachele Colombo: percussioni
- Maurizio Camardi: strumenti a fiato
- Mauro Palmas: liuto cantabile e mandolino
- Mirco Maistro: fisarmonica

## Edizioni
- Massimo Carlotto, Cristiani di Allah, Assolo, Edizioni E/O, 2008,  p. 200, ISBN 978-88-7641-818-1.